# هشام باشراحيل
هشام محمد علي باشراحيل صحفي يمني ورئيس تحرير صحيفة الأيام التي تصدر في محافظة عدن  جنوب اليمن

## مولده
ولد في  مديرية التواهي بمحافظة عدن في 16 يونيو 1944 

## تعليمة
تلقى تعليمه الابتدائي والاعدادي والثانوي بكلية عدن في عدن

## نبذه عن حياته
عمل مع والده محمد علي باشراحيل مؤسس صحيفة الأيام ثم سافر إلى العاصمة البريطانية لندن لتلقي دورات في علم الطباعة

## وفاته
في 24 أبريل 2012 سافر إلى ألمانيا للعلاج بعد ان اشتد به المرض تم توفي هناك في 16 يونيو 2012 م 